# Mädchenwohnheim Heimstraße
Das Mädchenwohnheim Heimstraße der Nordwolle (NW&K) in Delmenhorst, Heimstraße 70, wurde 1884 und 1898 gebaut. Heute ist hier ein Seniorenwohnheim.
Das Gebäude und die Nebengebäude sind Baudenkmale in Delmenhorst.

## Geschichte
Die Nordwolle war ein bedeutendes Unternehmen für die Verarbeitung von Wolle und Kammgarn, angesiedelt auf einem Areal von rund 25 Hektar Fläche zwischen dem Flüsschen Delme im Westen und Norden sowie den Bahngleisen im Süden. Die Zahl der Beschäftigten wuchs rapide an: 1887 waren es 900, um 1911 bereits 3000 Mitarbeiter und später bis zu 4500. Eine „Stadt in der Stadt“ entwickelte sich.
In den 1880er/1890er Jahren reagierte die Nordwolle auf die zunehmende, teils krasse Wohnungsnot. Der Bau von Mädchenheimen begann 1884 mit einem Logierhaus für 40 Mädchen nach Plänen des Bremer Baumeisters Wilhelm Weyhe, über den nur wenige Informationen vorliegen.
Für das stark wachsende Unternehmen nahm der Bedarf an weiblichen Arbeitskräften zu. 1898 folgte deshalb ein großes Mädchenwohnheim für 150 osteuropäische ledige junge Arbeiterinnen. Das zweigeschossige verklinkerte Gebäude mit einem Mansarddach, den zwei Innenhöfen und dem markanten Mittelflügel zum Wollepark der Nordwolle mit einem 3/8-Abschluss als Chor der Kapelle steht am Park nördlich der Delme. Architekt war wahrscheinlich der Bremer Architekt Henrich Deetjen. Die Unterbringung und Versorgung der jungen Frauen war großzügig: Zwei- und Dreibettzimmer, ein großer Speiseraum im Erdgeschoss, Übungs- und Ausbildungsräume im Dachgeschoss, ein Lehrzimmer für den Deutschunterricht und eine Hauskapelle für regelmäßige Gottesdienste. Die Mädchen mussten 5,50 Mark ihres Wochenlohns von 15 Mark für Unterkunft, Kost und Nebenkosten bezahlen. Diakonissen sorgten für die Erziehung.
Die Mädchen wurden von den Delmenhorstern auch „Wollmäuse“ genannt.
In den 1920er Jahren bis zum Konkurs von Lahusen im Jahr 1931 wurde das Haus für betriebliche Zwecke genutzt. In den 1930er Jahren war es ein NS-Gefolgschaftshaus und die Kapelle wurde zur Turnhalle umgebaut.
Nach dem Zweiten Weltkrieg beschlagnahmte die englische Besatzungsmacht das Haus für die Objektschutzpolizei. Danach war es wieder ein Mädchenheim für Heimatvertriebene und dann zeitweise bis Ende der 1960er Jahre ein betriebliches Lager. Bis in die Mitte der 1970er Jahre fanden im Dachgeschoss die Betriebsversammlungen der NW&K statt. Die Wohnräume wurden dann im Rahmen einer Arbeitsmigration für Ehepaare genutzt.
Es ist heute ein Seniorenwohnheim.